# José Quiñones Gonzales

José Abelardo Quiñones Gonzales (né le 22 avril 1914 dans le district de Pimentel et mort le 23 juillet 1941 en Équateur) était un aviateur de l'armée de l'air péruvienne.
Durant la guerre péruano-équatorienne de 1941, il se sacrifie en s'écrasant sur une batterie équatorienne, acte qui lui vaut d'être reconnu héros de la nation en 1966. Son portrait figure également sur les billets de dix nouveaux sols depuis 1991.